# Ángel J. Gómez Montoro
Ángel José Gómez Montoro (Zamora, 11 de noviembre de 1960) es catedrático de Derecho Constitucional en la Universidad de Navarra y Presidente del Patronato del Museo Universidad de Navarra. Fue rector de la Universidad de Navarra (2005-2012) y Director del Campus de Madrid de la Universidad de Navarra (2016-2024).

## Reseña biográfica

### Trayectoria profesional y académica
Nacido en Zamora el 11 de noviembre de 1960, Ángel José Gómez Montoro obtuvo la licenciatura en Derecho en la Universidad Complutense en 1984 y la diplomatura en Derecho Constitucional y Ciencia Política por el Centro de Estudios Constitucionales en 1987. En 1992 defendió su tesis doctoral —realizada bajo la dirección de Manuel Aragón Reyes—, con el título El conflicto entre órganos constitucionales del Estado, que recibió el Premio extraordinario de doctorado de la Facultad de Derecho de la Universidad Autónoma de Madrid.
Obtuvo la plaza de profesor titular de Derecho Constitucional en la Universidad Autónoma de Madrid (1992), de la que fue Vicedecano de Profesorado (2000-2001). Entre 1994 y 1998 fue letrado del Tribunal Constitucional. Al poco de concluir su etapa como letrado, fue becado por la Fundación Alexander von Humboldt para realizar una estancia de investigación en la Universidad de Münster (Alemania). En el curso académico 2001-2002 se incorporó al Claustro de la Universidad de Navarra, en la que ha permanecido desde entonces. Al poco de su llegada a la Universidad de Navarra, impulsó la creación del Aula de Derecho Parlamentario, establecida en el año 2002 mediante convenio entre la Universidad de Navarra y el Parlamento de Navarra, y de la que fue director entre 2002 y 2016. En el año 2004 publicó el libro Asociación, Constitución, Ley. Sobre el contenido constitucional del derecho de asociación, por el que recibió el Premio Francisco Tomás y Valiente 2003. En 2005 obtuvo la habilitación como catedrático de Derecho Constitucional. Ha sido Rector de la Universidad de Navarra (2005-2012) y Director del Campus de Madrid de la Universidad de Navarra (2016-2024). 
En el curso académico 2012-2013 fue Visiting Scholar de la Universidad de Columbia y, a su regreso a la Universidad de Navarra, fue nombrado Presidente del Patronato del recién creado Museo Universidad de Navarra. En el año 2014, impulsó la creación del Master de Derechos Humanos de la Universidad de Navarra, de cuya dirección se ocupó entre 2014 y 2016. Ha sido miembro del Consejo Asesor de la Agencia de Acreditación del Sistema de Calidad de Castilla y León (2015-2024) y de la Comisión Asesora de AQU Catalunya (Agencia para la Calidad del Sistema Universitario de Cataluña) (2017-2023).
Desde 2024 es miembro del Consejo de Supervisión del IESE Business School de la Universidad de Navarra. Desde 2016 es director de la Revista General de Derecho Constitucional.
La investigación del profesor Gómez Montoro ha abordado cuestiones muy variadas del Derecho Constitucional en el campo de la organización política, la jurisdicción constitucional y los derechos fundamentales. Asimismo, ha dirigido tesis doctorales que han culminado en monografías relevantes en la literatura constitucional española: Medio ambiente y derechos fundamentales, de Fernando Simón Yarza (Centro de Estudios Políticos y Constitucionales y Tribunal Constitucional, Madrid, 2012); La disciplina parlamentaria, de Juan Miguel Matheus (Fundación Giménez Abad, Zaragoza, 2013); La dimensión colectiva del derecho de asociación, de José Juan Anzures (Centro de Estudios Políticos y Constitucionales, Madrid, 2015); Las constituciones de los Länder en la República Federal de Alemania, de Sonsoles Arias (Centro de Estudios Políticos y Constitucionales, Madrid, 2016); Derechos fundamentales y prestaciones sociales. Una aproximación desde la teoría de la organización y el procedimiento, de Miluska Orbegoso (Centro de Estudios Políticos y Constitucionales, Madrid, 2018); Patria potestad y derechos fundamentales del menor de edad, de Guillermo Morales Sancho, (codirigida con la profesora Asunción de la Iglesia Chamarro) (Centro de Estudios Políticos y Constitucionales, Madrid, 2021) y Control de convencionalidad y Estado Constitucional de Derecho, de Juan Antonio Tello Mendoza (codirigida con el profesor Josep Maria Castellá Andreu) (Tirant Lo Blanch, 2024).
El profesor Gómez Montoro es miembro de honor de Jakiunde (Academia de las Ciencias, de las Artes y de las Letras), y el 17 de febrero de 2016, fue condecorado con la Cruz de Honor de San Raimundo de Peñafort al mérito en la Justicia.

## Libros
- El conflicto entre órganos constitucionales del Estado, Centro de Estudios Constitucionales, Madrid 1992

- Asociación, Constitución, Ley. Sobre el contenido constitucional del derecho de asociación, Centro de Estudios Políticos y Constitucionales, Madrid 2004.

- F. Caamaño Domínguez, A.J. Gómez Montoro, M. Medina Guerrero, J.L. Requejo Pagés, Jurisdicción y Procesos Constitucionales, McGraw Hill, Madrid (1ª ed. 1997; 2ª ed. 2000).

## Artículos
- El control previo de constitucionalidad de proyectos de Estatutos de Autonomía y demás Leyes Orgánicas, Revista Española de Derecho Constitucional, número, 22, enero-abril de 1.988, pp. 121-174.

- Jurisdicción constitucional y jurisdicción contencioso-administrativa en la resolución de conflictos positivos de competencia, Revista Española de Derecho Constitucional, número 30, septiembre-diciembre de 1.990, pp. 93-126.

- La titularidad de derechos fundamentales por personas jurídicas: un intento de fundamentación, en Libro homenaje al Profesor Francisco Rubio Llorente, Centro de Estudios Políticos y Constitucionales, Madrid 2002, vol. I, pp. 387-438.

- El control jurisdiccional del Gobierno, en M. Aragón y A.J. Gómez Montoro (coord.), Cuestiones actuales sobre el Gobierno y la función de gobierno, Centro de Estudios Políticos y Constitucionales, Madrid 2005, pp. 471-513.

- Vida privada y autonomía personal o una interpretación passe-partout del artículo 8 CEDH, en VV.AA., La Constitución política de España. Estudios en homenaje a Manuel Aragón Reyes, Centro de Estudios Políticos y Constitucionales, Madrid, 2016, pp. 617-650.
- Los poderes de ejecución del Tribunal Constitucional, en La ejecución de las resoluciones del Tribunal Constitucional, Centro de Estudios Políticos y Constitucionales, Madrid 2018, pp. 65-103.
- ¿De qué hablamos cuando hablamos de dignidad?, en La Constitución de los españoles. Estudios en homenaje a Juan José Solozábal Echavarría, Fundación Manuel Giménez Abad – Centro de Estudios Políticos y Constitucionales, Madrid, 2019, pp. 539-558.
- Leading Cases from the Spanish Constitutional Court Concerning the Legal Status of Unborn Human Life, en Unborn Human Life and Fundamental Rights. Leading Constitutional Cases under Scrutiny, Peter Lang, Berlín 2019, pp. 83-114.
- La obsolescencia de los derechos, en 40 años de Constitución: una mirada al futuro. Editorial Tirant Lo Blanch, Valencia 2019, pp. 223-254.
- Autonomía reproductiva de la mujer y protección del nasciturus: ¿Intereses comunes o bienes irreconciliables? Por una lectura constitucional integradora, en Mujeres y derechos, Marcial Pons, Madrid 2020, pp. 61-92.
- El derecho a la vida: viejos y nuevos debates, en Derecho Constitucional del siglo XXI: desafíos y oportunidades. Fundación Manuel Giménez Abad, Zaragoza 2023,pp. 663-694.

## Reconocimientos y cargos relevantes
- Premio Francisco Tomás y Valiente (2003), de ensayos sobre la Constitución y la justicia constitucional, instituido conjuntamente por el Tribunal Constitucional y el Centro de Estudios Políticos y Constitucionales, concedido por el trabajo Asociación, Constitución, Ley (sobre el contenido constitucional el derecho de asociación).[5][13]
- Rector de la Universidad de Navarra (2005-2012).
- Presidente del Patronato del Museo Universidad de Navarra (desde 2013)
- Miembro de Número Nato de Jakiunde (Academia de las Ciencias, de las Artes y de las Letras) (2007-2012).[14]
- Patrono de la Fundación Europea Sociedad y Educación-European Foundation Society and Education (2004-2024)
- Director de la Revista General de Derecho Constitucional (desde 2016)
- Patrono de la Fundación Moderna (2011-2012)
- Miembro del Consejo de Redacción de la Revista Jurídica de Navarra, del Consejo Científico de la Revista General de Derecho Constitucional y de Consejo Asesor de la Revista Vasca de Administración Pública
- Miembro del Consejo Asesor de la Agencia de Acreditación del Sistema de Calidad de Castilla y León (2015-2024)
- Miembro de la Comisión Asesora de AQU Catalunya (Agencia para la Calidad del Sistema Universitario de Cataluña) (2017-2023).
- Miembro del Consejo de Supervisión del IESE Business School de la Universidad de Navarra (desde 2024)
- Cruz de Honor de San Raimundo de Peñafort al mérito de la justicia (2015)[12] (art. 1 Decreto de 23 de enero de 1944)

| Predecesor: José María Bastero de Eleizalde | Rector de la Universidad de Navarra 2005-2012 | Sucesor: Alfonso Sánchez-Tabernero |